# Zoltán Czibor

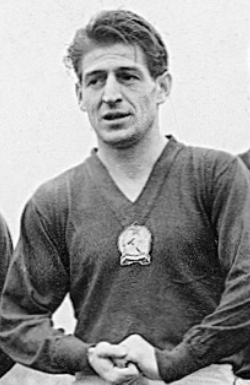
Zoltán Czibor in 1953

Zoltán Czibor (Boedapest, 23 augustus 1929 – Komárom, 1 september 1997) was een Hongaars profvoetballer uit de jaren vijftig en jaren zestig van de twintigste eeuw. Hij speelde als vleugelaanvaller voor onder meer het Hongaars nationaal elftal en FC Barcelona. Czibor overleed op 1 september 1997 aan de gevolgen van kanker.

## Clubcarrière
Czibor begon zijn carrière als profvoetballer in 1948 bij Ferencváros. Vervolgens speelde hij in Hongarije voor ÉDOSZ Budapest (1950), Csepel SC (1951-1952) en Honvéd (1953-1956). In 1956 brak de Hongaarse Opstand uit, toen Czibor met zijn club Honvéd in Spanje op tournee was. De aanvaller besloot samen met Ferenc Puskás en Sándor Kocsis om niet terug te keren naar Hongarije. Czibor speelde eerst een aantal oefenwedstrijden bij AS Roma, waar hij tekende bij FC Barcelona. Hier werd de aanvaller herenigd met Kocsis. Czibor, of El Pájaro Loco (De Gekke Papegaai) zoals zijn bijnaam in Spanje luidde, scoorde bij zijn debuut in de Primera División tegen Valencia CF meteen. De Hongaar won met FC Barcelona de Spaanse landstitel (1959), de Copa del Generalísimo (1959) en de Jaarbeursstedenbeker (1960). Bovendien scoorde Czibor in de verloren Europa Cup I-finale van 1961 tegen Benfica. In 1961 vertrok hij bij FC Barcelona om vervolgens twee seizoenen bij stadsgenoot RCD Espanyol te spelen. Daarna speelde Czibor nog één seizoen bij FC Basel en één seizoen bij Austria Wien, waarna hij zijn loopbaan als profvoetballer beëindigde.

## Interlandcarrière
Door zijn goede prestaties bij Ferencváros werd Czibor opgeroepen voor het Hongaarse elftal, waarvoor hij uiteindelijk 43 interlands speelde en daarin 17 doelpunten maakte. Samen met onder andere Puskas en Kocsis, maakte Czibor deel uit van de Magische Magyaren, de meest gevreesde ploeg in het wereldvoetbal in de vroege jaren vijftig. Hongarije werd olympisch kampioen in 1952 en het land was de grote favoriet voor de wereldbeker van 1954 in Zwitserland. De Hongaren bereikten de finale, die ondanks een doelpunt van Czibor met 3-2 werd verloren van West-Duitsland.
Opmerkelijk is de grote overeenkomst tussen de WK-finale van 1954 tussen Hongarije en Duitsland en de Europa Cup I-finale van 1961 tussen FC Barcelona en Benfica. Beide wedstrijden werden gespeeld in het Wankdorfstadion van Bern en hadden dezelfde uitslag, 3-2. Beide keren speelden Czibor en Kocsis mee en Czibor scoorde in beide finales.